# Ulrich Wangenheim
Ulrich Wangenheim (* 21. November 1973 in München) ist ein deutscher Jazzmusiker (Saxophone, Klarinetten, Flöte, Komposition, auch Klavier und Schlagzeug).

## Leben und Wirken
Wangenheim, der als Jugendlicher in der Gruppe Contrast Sextett spielte, studierte Saxophon und Querflöte am Richard-Strauss-Konservatorium München; während des Studiums gehörte er dem LandesJugendjazzorchester Bayern und dem Bundesjazzorchester an. Er leitete eigene Gruppen wie das Ulrich Wangenheim Quartett, für das er auch komponierte. 1998 war er eines der Gründungsmitglieder des Tied & Tickled Trio. Weiter gehörte er zum Max Frankl Quintet (Sturmvogel) und dem Tobi Hofmann Quintett (Tanz der Teilchen) und trat beim Montreux Jazz Festival ebenso wie beim North Sea Jazz Festival auf; er arbeitete mit dem Summit Jazz Orchestra und Clark Terry, Claudio Roditi (MindGames), sowie Dusko Goykovich und seiner Munich Bigband. Weiterhin ist er auf Alben von 3 Shades of Blues, Jerker Kluges Deep Jazz und The Notwist (Neon Golden)  zu hören. Als Studiomusiker war er weiterhin für Tocotronic, Pelzig, Die Sterne, Victor Alcántara, Marco Hertenstein, Gert Wilden junior und für Fernsehen und Werbung tätig.
Gemeinsam mit dem Schlagzeuger Martin Kolb ist er seit 1994 für die Reihe Jazz+ in der Münchner Seidlvilla verantwortlich.

## Preise und Auszeichnungen
Wangenheim gewann 1996 den 1. Preis als Solist beim Internationalen Jazzfestival Plovdiv sowie 1999 den 1. Preis bei Jugend jazzt.

## Diskographische Hinweise
- Tobi Hofmann, Ulrich Wangenheim, Olaf Schönborn Inside (Rodenstein 2006)
- Tobi Hofmann, Ulrich Wangenheim Heller Raum (2kilohertz 2009)
- Henning Sieverts Four Tenors (mit Till Martin, Jason Seizer, Hugo Siegmeth, Christian Elsässer, Bastian Jütte; Nagel-Heyer Records 2011)

## Lexikalische Einträge
- Jürgen Wölfer: Jazz in Deutschland. Das Lexikon. Alle Musiker und Plattenfirmen von 1920 bis heute. Hannibal, Höfen 2008, ISBN 978-3-85445-274-4.